# Pancho Casal
Francisco Casal Vidal, conocido como Pancho Casal (La Coruña, 16 de agosto de 1955), es un ingeniero, productor cinematográfico y político español.

## Biografía
Nacido en La Coruña en el verano de 1955, estudió en la Universidad Pontificia de Comillas, donde se licenció con 21 años, en el curso de 1977, como ingeniero superior en la rama de Electrónica. Un año después, en 1978, se saca el título de ingeniero superior industrial. Posterior a formalizar su educación, trabajó como ingeniero y productor audiovisual. Fue director técnico de varias empresas y jefe de mantenimiento de las centrales hidráulicas de Unión Fenosa. 
Gerente general y productor ejecutivo de Continental Producciones, produjo, entre otras, las películas Inés de Portugal (1997), Cuando vuelvas a mi lado (1998), Finisterra (1998), Sé quién eres (1999) o Los lunes al sol (2002).
Miembro de Podemos, en las elecciones autonómicas de Galicia en 2016 fue elegido diputado por En Marea por la circunscripción electoral de La Coruña. Apenas dos años después, en 2018, decide desvincularse del partido "como cargo electo", si bien mantenía su puesto como diputado, agrupado en el Grupo mixto, para, como explicó, tener "más libertad [...] e intentar mejorar" el desarrollo político de En Marea, que era su partido y que quedaba unido por la coalición electoral con la formación morada. Dentro del parlamento autonómico, fue portavoz de En Marea en la Comisión Parlamentaria de Industria, Energía, Comercio y Turismo y responsable del área de Bienestar Animal.
En mayo de 2020, con vistas a las elecciones gallegas del mes de julio, quedó formada una nueva coalición electoral llamada Marea Galeguista que fue liderada por Casal, formando parte de ella En Marea (desligada ya de los pactos con Podemos, Anova y Esquerda Unida), así como los partidos Compromiso por Galicia y Partido Galeguista.